# 에이미 존슨

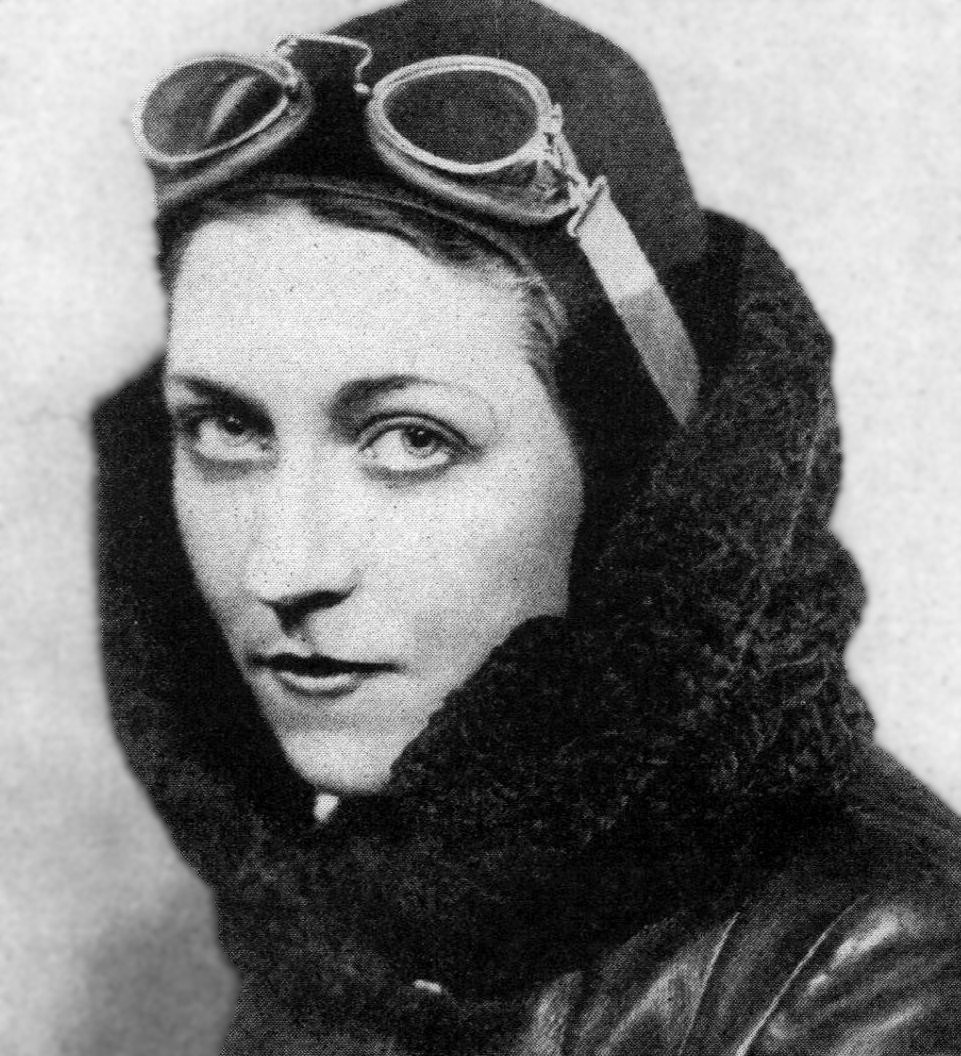

에이미 존슨(Amy Johnson, 1903년 7월 1일 ~ 1941년 1월 5일)은 영국의 선구적 비행사이자 영국에서 오스트레일리아까지 단독으로 비행한 최초의 여성 조종사이다. 그는 혼자, 또는 남편 짐 몰리슨과 함께 비행기를 타고 1930년대에 수많은 장거리 기록을 수립하였다. 그는 제2차 세계 대전에서 항공 수송 예비대 소속이었으며 페리 비행 도중 사망하였다. 페리 비행(Ferry Flight)은 주로 전세기를 운항했을 경우 목적지까지 도착한 후 승객이나 화물을 싣지 않고 빈 비행기로 출발지 혹은 기지로 되돌아오는 것을 말한다.